# Myzocallis pepperi
Myzocallis pepperi är en insektsart som beskrevs av Boudreaux och Tissot 1962. Myzocallis pepperi ingår i släktet Myzocallis och familjen långrörsbladlöss.

## Underarter
Arten delas in i följande underarter:
- M. p. iturbide
- M. p. pepperi